# Berlínská smlouva (1878)

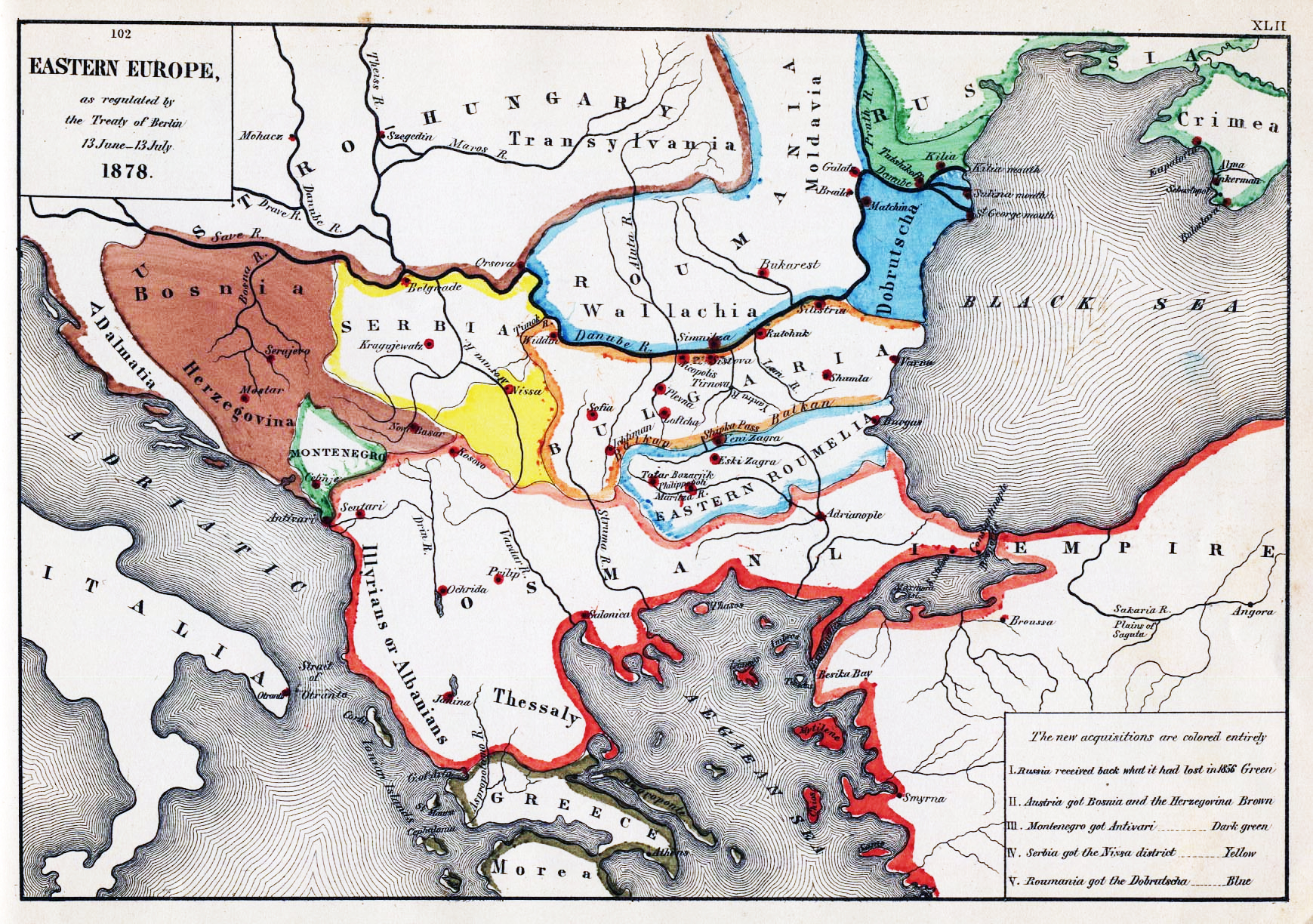
Mapa jihovýchodní Evropy po Berlínském kongresu.

Berlínská smlouva byl závěrečný akt Berlínského kongresu v roce 1878, kterým Spojené království, Německá říše, Itálie, Rakousko-Uhersko, Francie, Rusko a Osmanská říše revidovali Sanstefanskou mírovou smlouvu podepsanou 3. března 1878.
Nejdůležitější změnou oproti této smlouvě bylo značné omezení územního rozsahu obnoveného Bulharska a vytvoření autonomního knížectví Východní Rumélie. Malá část území, původně přiřknutých Bulharsku, připadla Rumunsku a Srbsku, většina (oblast širší Makedonie) zůstala do roku 1912 pod osmanskou vládou.
Smlouva potvrdila úplnou nezávislost Srbska, Černé Hory a Rumunska, zatímco Bulharsko zůstalo pod formální svrchovaností Vysoké Porty. Smlouva také řešila postavení náboženských menšin (židů a muslimů) v Rumunsku, které se zavázalo těmto skupinám poskytnout plná občanská práva.